# Aleksej Kirillovič Razumovskij
Conte Aleksej Kirillovič Razumovskij (in russo Алексей Кириллович Разумовский?; San Pietroburgo, 12 settembre 1748 – Počep, 5 aprile 1822) è stato un politico russo.

## Biografia
Era il figlio di Kirill Grigor'evič Razumovskij (1728-1803), e di sua moglie, Ekaterina Ivanovna Naryškin (1729-1771). Dopo aver ricevuto una formazione completa, studiò presso l'Università di Strasburgo.

## Carriera
Nel 1786 fu nominato senatore. Nel 1795, a causa di un disaccordo su una proposta di legge dell'imperatrice, venne sospeso e rientrò in servizio nel 1807.
Nel 1810 venne nominato Ministro della Pubblica Istruzione. Nei primi due anni della sua amministrazione vennero aperte 72 scuole parrocchiali, 24 scuole nella contea, alcuni licei e altri istituti di formazione; vennero aperte numerose società scientifiche, fondata la prima cattedra, presso l'Università di Mosca, di letteratura slava. Fu introdotta la teologia come una grande disciplina in tutte le istituzioni educative.
Fondò il giardino botanico che, nel 1830, venne considerato una delle meraviglie di Mosca.
Massone, fu membro delle logge di San-Pietroburgo "La Concordia Perfetta" (1771-1772) e "Le Nove (Tre) Muse (1774)", loggia che nel 1775 sottoscrisse alla traduzione dell’Iliade di Casanova.

## Matrimonio
Sposò, il 23 febbraio 1774, Varvara Petrovna Šeremeteva (2 gennaio 1750-27 maggio 1824), seconda figlia di Pëtr Borisovič Šeremetev. Ebbero cinque figli:
- Pëtr Alekseevič (1775-1835);
- Kirill Alekseevič (1777-1829);
- Ekaterina Alekseevna (1777-1780);
- Varvara Alekseevna (1778-1864), sposò il principe Nikolaj Grigor'evič Repnin-Volkonskij;
- Ekaterina Alekseevna (1783-1849)[2], sposò il conte Sergej Semënovič Uvarov.

Nel 1784 la coppia visse separata. Dopodiché visse con la sua amante, Marija Sobolevskaja. Ebbero dieci figli che presero il nome di Perovskij:
- Nikolaj Ivanovič (1785-1858);
- Aleksej Alekseevič (1787-1836);
- Marija Alekseevna (1791-1872), sposò il generale Maxim Konstantinovič Krjžanovskij;
- Lev Alekseevič (1792-1856);
- Vasilij Alekseevič (1795-1857);
- Elizaveta Alekseevna (1795-?);
- Anna Alekseevna (1796-1856), sposò il conte Konstantin Petrovič Tolstoij, ebbero un figlio: Aleksej;
- Ol'ga Alekseevna (1798-1833), sposò Mikhail Nikolaevič Zemčuznikov;
- Sof'ja Alekseevna (1812-1883), sposò Vladimir Vladimirovič Lvov;
- Boris Alekseevič (1815-1881).

## Morte
Morì il 5 aprile 1822 a Počep e fu sepolto in una tomba di famiglia, ma poi seppellito nella Chiesa della Trasfigurazione di Novgorod-Severskij.